# Ototyphlonemertes santacruzensis
Ototyphlonemertes santacruzensis är en djurart som tillhör fylumet slemmaskar, och som beskrevs av Mock och Schmidt 1975. Ototyphlonemertes santacruzensis ingår i släktet Ototyphlonemertes och familjen Ototyphlonemertidae. Inga underarter finns listade i Catalogue of Life.